# 슈윙거 모형
양자장론에서 슈윙거 모형(영어: Schwinger model)은 디랙 페르미온을 가진 2차원 양자 전기역학이다. 이 모형은 게이지 대칭의 자발 대칭 깨짐을 겪는다.

## 역사
줄리언 슈윙거가 1951년 도입하였다.

## 정의
슈윙거 모형은 2차원 시공간에 디랙 스피너(전자) {\displaystyle \psi }와 U(1) 게이지장 (광자) {\displaystyle A_{\mu }}를 포함한다. 그 라그랑지언은 다음과 같다.
{\displaystyle {\mathcal {L}}=-{\frac {1}{4}}F_{\mu \nu }F^{\mu \nu }+{\bar {\psi }}(i\gamma ^{\mu }\partial _{\mu }-m+iqA_{\mu })\psi }

## 성질
무질량({\displaystyle m=0})과 유질량({\displaystyle m\neq 0}) 슈윙거 모형은 매우 다른 성질을 보인다. 두 경우 모두, U(1) 게이지 대칭이 순간자에 의한 자발 대칭 깨짐을 겪는다. 이 경우, 순간자에 의하여 진공 상태는 (양자 색역학 진공과 마찬가지로) 세타 각 {\displaystyle |\theta \rangle }을 가지게 된다. 그러나 이 자발 대칭 깨짐에 따라 골드스톤 보손이 발생하지 않는다.
유질량 슈윙거 모형은 전자의 가둠을 보인다. 즉, 전자와 양전자가 하나의 보손 결합 상태(포지트로늄)로만 존재한다. 이는 2차원에서 쿨롱 퍼텐셜이 {\displaystyle V(r)\propto r}이기 때문이다.
무질량 슈윙거 모형은 유질량의 경우와 달리, 보손화를 통해 정확히 풀 수 있다. 이 경우 여전히 전자와 양전자가 포지트로늄으로만 존재하지만,, 이 경우 전자기력은 가둠 상이 아닌 힉스 상에 있다. 즉, 전자기력은 매우 긴 거리의 경우 매우 약해진다. 또한, 무질량 슈윙거 모형은 다음과 같은 현상을 보인다. 무질량 슈윙거 모형에서 분수(fractional) 외부 전하를 추가하면, 외부 전하 주위에 (양)전자가 달라붙어 가려짐(screening)이 일어난다. 이는 외부 전하가 임의의 실수인 경우 가능하며, 예를 들어 전하가 {\displaystyle Q/2}인 외부 전하도 "½의 전자"가 달라붙어 가려진다. 반면, 유질량 슈윙거 모형은 오직 정수 외부 전하만 가릴 수 있다.